# Tombe de Moshe Danon
La tombe de Moshe Danon est située en Bosnie-Herzégovine, sur le territoire du village d'Ošanjići et dans la municipalité de Stolac. Elle est inscrite sur la liste des monuments nationaux de Bosnie-Herzégovine et fait partie de l'« ensemble naturel et architectural de Stolac », proposé par le pays pour une inscription au patrimoine mondial de l'UNESCO.
Entre 1815 et 1830, Moshe Danon fut le grand-rabbin de Sarajevo.